# 27194 Jonathanli
27194 Jonathanli è un asteroide della fascia principale. Scoperto nel 1999, presenta un'orbita caratterizzata da un semiasse maggiore pari a 2,5943341 UA e da un'eccentricità di 0,1384835, inclinata di 1,15799° rispetto all'eclittica.